# Stimmen aus Maria Laach
Stimmen aus Maria Laach was een door de Abdij Maria Laach, nabij Andernach, uitgegeven jezuïtisch tijdschrift. Het tijdschrift kwam in 1871 als maandblad voort uit twee andere tijdschriften, en had tot doel te berichten over de katholieke leer, kerkelijke aangelegenheden en actualiteiten voor zover die raakten aan kerkelijke aangelegenheden. Sinds 1915 verschijnt het blad onder de naam Stimmen der Zeit.
De oprichter was pater Gerhard Schneemann (1829-1885). Georg Michael Pachtler was de eerste redacteur. Directe aanleiding voor de verschijning van het tijdschrift was de encycliek van paus Pius IX, Quanta Cura. In navolging van deze encycliek wilde de oprichters van de Stimmen bijdragen aan het tegengaan van de secularisatie en zich overal aftekenende scheiding tussen kerk en staat. Later zou het tijdschrift zich in bredere zin richten op meer wetenschappelijke publicaties over onderwerpen die met de Kerk te maken hadden. Vanaf 1915 verscheen het tijdschrift onder de naam Stimmen der Zeit, met tussen 1916 en 1918 de latere bibliothecaris van het Vaticaan, Franziskus Ehrle, als hoofdredacteur. Tijdens het Derde Rijk deed het blad zich kennen als kritisch ten opzichte van het regime. Als gevolg daarvan werd het tijdschrift in 1941 verboden. 
In 1946 werd de publicatie hervat. In de jaren '50 volgde het blad inhoudelijk grotendeels de theologische zienswijzen van Karl Rahner. Sinds 2018 is de redactie gevestigd in Berlijn.